# 松風雅也
松風 雅也（まつかぜ まさや、1976年9月9日  - ）は、日本の声優、ラジオパーソナリティ、DJ、俳優、タレント。福島県生まれ、東京都育ち。青二プロダクション所属。

## 経歴
1997年、「スーパー戦隊シリーズ」の『電磁戦隊メガレンジャー』においてメガブルー / 並樹瞬役として役者デビュー。その後テレビ東京系バラエティ番組『おはスタ』のおはスタ番長などの役者活動を続ける。また同時期にセガのゲーム『シェンムー』の主人公・芭月涼のモーションキャプチャを兼ねて声優業にも進出。
その後は声優活動を主としているが、俳優としてもミュージカル『リボンの騎士』では王子フランツ役を演じ、タレントとしてラジオパーソナリティやtvk制作の昼バラエティ番組『ありがとッ!』などの司会も務め、『踊る!さんま御殿!!』でもトークでその場の雰囲気を盛り上げるなど、幅広く活躍している。
2003年4月から2007年3月までbayfmの『BAY LINE 7300』でパーソナリティを担当。また、2003年10月から2004年9月まで『電撃大賞』のパーソナリティを浅野真澄と共に務める。
2004年2月、9年間交際していた女性と結婚。
2011年3月より青二プロダクションに所属。それ以前はビッグアップル 、ラディクスモバニメーション・マルチックアイ事業部 、ヴァロック・ワークスに所属していた。
声優cafe（2011年7月2日 - 2013年3月10日閉店）でプロデュースと店長をしていた。

## 人物

### 趣味・特技
芸能界に入る前は塗装工であり、その経歴から手先が器用である。趣味は日曜大工・電化製品・銀細工、特技はギター・スノーボード・スキューバーダイビング・剣道・呉氏開門八極拳。
革製品に対する造詣が深く、皮革問屋にも出入りし、自ら縫製した革ジャケットでイベントに出演した事もある。
大型二輪、小型船舶、普通自動車免許、ほか20種類以上の資格を有する。

### エピソード
芸能界を目指した理由は、自身が一番難しいと感じていることを始めようと考えたことにより、決められた動きやセリフを実行する俳優の道を選んだ。
俳優と声優の兼業という「二束の草鞋」を履くような芸能活動ぶりを見せるが、松風本人は「素晴しい作品を作るためなら俳優と声優どちらでも関係無く出演したい」と語っている。
『電磁戦隊メガレンジャー』第37話でのバンドシーンでは、松風が実際にギターを弾いている。ギター経験があった松風は、演奏シーンがあると聞いて監督の田﨑竜太に自ら演奏することを申し出て、音源をもとに自ら譜面もおこした。
『メガレンジャー』出演中に受けた『シェンムー』のオーディションでは、回し蹴りをやるように言われ、JACの動きを見慣れていたためやれるだろうと思っていたが、うまくいかなかった。その後、JACの蜂須賀祐一に教えを請い無事オーディションに合格し、さらにその後は倉田プロモーションの道場に弟子入りし、呉氏開門八極拳を学んだ。
映画『トイ・ストーリー2』の公開時、『おはスタ』のインタビューでジョン・ラセターに次回作の『トイ・ストーリー3』に「おはッス」を取り入れて欲しいと頼み、許可されたことがある。しかし、実際は取り入れられなかった。
趣味として家電製品を挙げているほど家電に詳しく、『ドーリィ☆バラエティ』では家電声優としてゲスト出演しているほか、ヤマダ電機の「家電フェア2011&大処分蚤の市in福岡Yahoo!ドーム」で行われたトークライブでも家電声優の一人として出演している。
よゐこの有野晋哉と仲が良く、有野の家の家具はほとんどが松風の特製のものである。
斎賀みつきと共演が多く、イベントで衣装を貸したこともある。『おはスタ』では松風が「おはスタ番長」、斎賀が「麗人サイガー」、『ロックマンエグゼ』ではパートナーとして共演していた。
『地獄少女』には実写版とアニメ版の両方に出演している。ただし、実写版とアニメ版では別々の役での出演となっている（実写版では堺卓巳役、アニメ版では一目連役）。
『メガレンジャー』や『おはスタ』での経験から、子供のファンにも真摯に対応しており、子供たちに対しプラスになることが心に残るよう意識している。
先輩に言われたアドバイスがあって今も生き残れているという思いから、後輩たちに積極的にアドバイスをしており、デビュー当時の松岡禎丞に対して演技のダメ出ししたことで松岡が取材のたびに自身との話をして持ち上げてくれることが嬉しく、逆に後輩に助けられていると語っている。

## 出演
太字はメインキャラクター。

### テレビアニメ
1999年
- KAIKANフレーズ（大河内咲也）

2001年
- ゾイド新世紀スラッシュゼロ（バラッド・ハンター）
- ポケットモンスター（マツバ）

2002年
- ヒートガイジェイ（ダイスケ・アウローラ）
- ロックマンエグゼ　シリーズ（2002年 - 2006年、ブルース / ダークブルース、ファントムブルース） - 5シリーズ

2003年
- DEAR BOYS（藤原拓弥）

2004年
- Get Ride! アムドライバー（ラグナ・ラウレリア）
- コロッケ!（カクザトー）
- tactics（源頼光）

2005年
- うえきの法則（ニコ）
- 吟遊黙示録マイネリーベwieder（ニコラス）
- 地獄少女（2005年 - 2017年、一目連） - 4シリーズ

2006年
- ウィッチブレイド（斗沢祐介）
- 桜蘭高校ホスト部（鳳鏡夜）

2007年
- おおきく振りかぶって（2007年 - 2010年、榛名元希） - 2シリーズ
- しおんの王（羽仁悟）
- 少年陰陽師（太裳）
- 精霊の守り人（ジン）
- DEATH NOTE（2007年 - 2008年、魅上照） - テレビシリーズ + 特別編
- のだめカンタービレ（2007年 - 2010年、黒木泰則） - 3シリーズ

2008年
- あまつき（藍鼠）
- GUNSLINGER GIRL -IL TEATRINO-（ヒルシャー）
- 銀魂（中村京次郎）
- それいけ!アンパンマン（もっきんまん〈2代目〉）
- 二十面相の娘（ケン）
- BLASSREITER（ジョセフ）
- 北斗の拳 ラオウ外伝 天の覇王（ソウガ）
- 遊☆戯☆王5D's（ディヴァイン）
- ONE OUTS -ワンナウツ-（高見樹）

2009年
- 空中ブランコ（信平）
- ケロロ軍曹（ディーノ）
- 蒼天航路（孫策）
- 続 夏目友人帳（リオウ）
- 宙のまにまに（草間望）
- DARKER THAN BLACK -流星の双子-（オーガスト7）
- 鉄腕バーディー DECODE:02（ナタル）

2010年
- 家庭教師ヒットマンREBORN!（川平のおじさん）
- 聖痕のクェイサー（2010年 - 2011年、ジョシュア＝フリギアノス） - 2シリーズ
- 閃光のナイトレイド（滝山）
- デュラララ!!（2010年 - 2015年、森田） - 2シリーズ
- FAIRY TAIL（2010年 - 2024年、レン・アカツキ） - 4シリーズ

2011年
- 神様のメモ帳（テツ）
- HUNTER×HUNTER（第2作）（イルミ＝ゾルディック）
- ラストエグザイル-銀翼のファム-（アラウダ、クレイシュ）

2012年
- 探検ドリランド（ラト）
- モーレツ宇宙海賊（ケイン・マクドゥガル）
- ヨルムンガンド（キャスパー・ヘクマティアル） - 2シリーズ

2013年
- 境界の彼方（藤真弥勒）
- ダンガンロンパ 希望の学園と絶望の高校生 The Animation（葉隠康比呂）
- よんでますよ、アザゼルさん。Z（槍村）

2014年
- オレカバトル（魔導師ジョンガリ）
- SHIROBAKO（2014年 - 2015年、渡辺隼 / ナベP、演出B）

2015年
- 機動戦士ガンダム 鉄血のオルフェンズ（2015年 - 2017年、ガエリオ・ボードウィン / ヴィダール） - 2シリーズ
- 食戟のソーマ（瀬名博巳）
- 戦国無双（藤堂高虎）

2016年
- カードファイト!! ヴァンガードGシリーズ（2016年 - 2018年、鬼丸カズミ） - 2シリーズ
- 斉木楠雄のΨ難（2016年 - 2018年、才虎芽斗吏） - 2シリーズ + 完結編
- ダンガンロンパ3 -The End of 希望ヶ峰学園-（葉隠康比呂） - 未来編 + 特別編『希望編』
- ネトゲの嫁は女の子じゃないと思った?（シュヴァイン〈♂〉）

2017年
- TRICKSTER -江戸川乱歩「少年探偵団」より-（蕗屋清二）
- 鬼平（忠六）
- アリスと蔵六（鬼頭浩一）
- ID-0（リック・エイヤー）
- ソード・オラトリア ダンジョンに出会いを求めるのは間違っているだろうか外伝（ディオニュソス）
- サクラクエスト（葉山大雅）
- ナイツ&マジック（グスターボ・マルドネス）
- DYNAMIC CHORD（道明寺辰哉）

2018年
- ハクメイとミコチ（イワシ）
- 博多豚骨ラーメンズ（新田巨也）
- プラネット・ウィズ（兄、楽園の民）
- はたらく細胞（化膿レンサ球菌）
- ハイスコアガール（2018年 - 2019年、MC、司会） - 2シリーズ
- 七星のスバル（セト）
- SSSS.GRIDMAN（ヴィット） - 2023年に劇場総集編公開
- とある魔術の禁書目録III（垣根帝督）
- ユリシーズ ジャンヌ・ダルクと錬金の騎士（ブルターニュ公）
- 寄宿学校のジュリエット（過激派）
- CONCEPTION（ユージ）

2019年
- ワンパンマン（スイリュー）
- 叛逆性ミリオンアーサー（包丁アーサー）
- コップクラフト（デニス・エルバジ）
- 彼方のアストラ（フィン・ツヴァイク）
- ゲゲゲの鬼太郎（第6作）（山田）
- 星合の空（新城涼真）

2020年
- とある科学の超電磁砲T（垣根帝督）
- 地縛少年花子くん（岬）
- ダーウィンズゲーム（ゲームマスター）
- 宝石商リチャード氏の謎鑑定（ジェフリー・クレアモント）
- キングスレイド 意志を継ぐものたち（2020年 - 2021年、カイル）
- 進撃の巨人（2020年 - 2022年、コルト・グライス） - 2シリーズ

2021年
- 新幹線変形ロボ シンカリオンZ（2021年 - 2022年、ヴァルトム）
- 憂国のモリアーティ（バクスター）
- 東京リベンジャーズ（2021年 - 2023年、佐野真一郎） - 3シリーズ
- D_CIDE TRAUMEREI THE ANIMATION（犯人）
- ビルディバイド（2021年 - 2022年、石乃目巽） - 2シリーズ
- デジモンゴーストゲーム（2021年 - 2022年、レッパモン本体）

2022年
- 怪人開発部の黒井津さん（エルドリッジ）
- 失格紋の最強賢者（エルハルト）
- ラブオールプレー（中野静雄）
- オーバーロードIV（ペ・リユロ）
- はたらく魔王さま!!（2022年 - 2023年、ラグエル） - 2シリーズ
- 陰の実力者になりたくて!（2022年 - 2023年、ゼノン）
- 忍の一時（唐獅子玄二）

2023年
- 異世界でチート能力を手にした俺は、現実世界をも無双する〜レベルアップは人生を変えた〜（光）
- 転生貴族の異世界冒険録〜自重を知らない神々の使徒〜（エディン）
- 逃走中 グレートミッション（安倍天魔、オワリ鷹宗）
- EDENS ZERO（イレイサー）
- 新しい上司はど天然（黒野）
- とあるおっさんのVRMMO活動記（レッド）

2024年
- 夜桜さんちの大作戦（ノウメン）
- 凍牌〜裏レート麻雀闘牌録〜（高木）
- 魔王2099（マルキュス）
- るろうに剣心 -明治剣客浪漫譚- 京都動乱（三島栄一郎）
- 村井の恋（山門由希）
- トリリオンゲーム（神社長）

2025年
- 戦隊レッド 異世界で冒険者になる（万丈寺流 / キズナブルー、男子生徒）
- 炎炎ノ消防隊 参ノ章（フラクチュ）
- 帝乃三姉妹は案外、チョロい。（帝乃 父）
- SAKAMOTO DAYS（宇田）

### 劇場アニメ
2000年代
- ロックマンエグゼ 光と闇の遺産（2005年、ブルース）
- 映画 Yes!プリキュア5GoGo! お菓子の国のハッピーバースディ♪（2008年、ビター）

2010年代
- 劇場版 HUNTER×HUNTER 緋色の幻影（2013年、イルミ＝ゾルディック）
- 名探偵コナン 絶海の探偵（2013年、倉田正明）
- モーレツ宇宙海賊 ABYSS OF HYPERSPACE -亜空の深淵-（2014年、ケイン・マクドゥガル）
- 劇場版 境界の彼方 -I'LL BE HERE-（2015年、藤真弥勒）
- ラストエグザイル-銀翼のファム- Over The Wishes（2016年、アラウダ）

2020年代
- 劇場版 SHIROBAKO（2020年、渡辺隼、ラジオパーソナリティ）
- グリッドマン ユニバース（2023年、ヴィット）
- 鬼太郎誕生 ゲゲゲの謎（2023年、山田）

### OVA
- くりいむレモン New Generation（2006年、タカシ）
- のだめカンタービレ Lesson79（2009年、黒木泰則）
- コードギアス 亡国のアキト（2012年 - 2016年、シン・ヒュウガ・シャイング[PR 25][36]）

### Webアニメ
2003年
- Vie Durant（時影）

2010年代
- 美少女戦士セーラームーンCrystal（2014年、ゾイサイト）
- 神酒ノ尊-ミキノミコト-（2018年 - 2019年、澤乃井 )
- モンスターストライク（2019年、ヴィシャス）
- ケンガンアシュラ（2019年、西品治明） - 2シリーズ
- 斉木楠雄のΨ難 Ψ始動編（2019年、才虎芽斗吏、小野石男）

2020年代
- ハレルヤ -運命の選択-（2020年、ジャガー）
- Shenmue the Animation（2022年、芭月涼）
- Fate/Grand Order 藤丸立香はわからない（2023年、パーシヴァル）
- 転生したらスライムだった件 コリウスの夢（2023年、アスラン）

### ゲーム
1999年
- シェンムー（芭月涼）

2001年
- シェンムーII（芭月涼）

2003年
- デビルメイクライ2 - モーションアクター
- DEAR BOYS Fast Break!（藤原拓弥）
- ロックマンエグゼ シリーズ（2003年 - 2005年、ブルース）　- 2作品

2004年
- Get Ride! アムドライバー（ラグナ・ラウレリア）

2005年
- グランディアIII（ユウキ）

2007年
- 桜蘭高校ホスト部（鳳鏡夜）
- 少年陰陽師 翼よいま、天（そら）に還れ（太裳）
- 悠久ノ桜（識守章都）
- 幕末恋華 花柳剣士伝（相馬肇）

2008年
- テイルズ オブ ハーツ（ヒスイ・ハーツ）
- 12RIVEN -the Ψcliminal of integral-（霧寺メイ）

2009年
- 桜蘭高校ホスト部 DS（鳳鏡夜）
- 地獄少女 澪縁（一目連）
- 北斗の拳 ラオウ外伝 天の覇王（ソウガ）

2010年
- 絶対ヒーロー改造計画（一文字ピロ彦）
- ソニック&セガ オールスターズ レーシング（芭月涼）
- ダンガンロンパ 希望の学園と絶望の高校生（葉隠康比呂）
- デザート・キングダム（シャロン・アダバット）

2011年
- テイルズ オブ ザ ワールド レディアント マイソロジー3（ヒスイ・ハーツ）

2012年
- 戦国無双 Chronicle 2nd（藤堂高虎）
- テイルズ オブ イノセンス R（ヒスイ・ハーツ）
- FAIRY TAIL ゼレフ覚醒（レン・アカツキ）
- 恋愛番長2 MidnightLesson!!!（ちょいエロ番長）

2013年
- 英国探偵ミステリア（ジャン・ルパン〈ルパンJr.〉）
- 下天の華（織田信長）
- スーパーロボット大戦UX（ジン・スペンサー）
- ダンガンロンパ1・2 Reload（葉隠康比呂）
- テイルズ オブ ハーツ R（ヒスイ・ハーツ）
- デザート・キングダム ポータブル（シャロン・アダバット）

2014年
- CV 〜キャスティングボイス〜（佐藤博一）
- 下天の華 夢灯り（織田信長）
- 神撃のバハムート（ハンク）
- 絶対絶望少女 ダンガンロンパ Another Episode（葉隠康比呂）
- 戦国無双 Chronicle 3（藤堂高虎）
- 戦国無双4（藤堂高虎）
- テイルズ オブ ザ ワールド レーヴ ユナイティア（ヒスイ・ハーツ）

2015年
- Until Dawn -惨劇の山荘-（マイク）
- ジョジョの奇妙な冒険 アイズオブヘブン（八木山夜露）
- 戦国無双4-II（藤堂高虎）
- 戦国無双4 Empires（藤堂高虎）
- PROJECT X ZONE 2:BRAVE NEW WORLD（芭月涼）

2016年
- アリスオーダー（美剣誠二）
- 英国探偵ミステリア The Crown（ジャン・ルパン〈ルパンJr.〉）
- ELCHRONICA（ジェラルド）
- エンドライド-X fragments-（アントム）
- 機動戦士ガンダム エクストリームバーサス マキシブースト ON（ガエリオ・ボードウィン）
- シノビナイトメア（ムサシ）
- スーパーロボット大戦OG ムーン・デュエラーズ（ジュア＝ム・ダルービ）
- 夢王国と眠れる100人の王子様（那由多）

2017年
- ダンジョンに出会いを求めるのは間違っているだろうか 〜メモリア・フレーゼ〜（ディオニュソス）
- ガンダムバーサス（ガエリオ・ボードウィン）

2018年
- 斉木楠雄のΨ難 妄想暴走 Ψキックバトル（才虎芽斗吏）
- ザンキゼロ（一葉マモル〈幼年期〉）
- 共闘ことばRPG コトダマン（2018年 - 2021年、芭月涼、イルミ＝ゾルディック / ギタラクル）
- テイルズ オブ ザ レイズ（ヒスイ・ハーツ）
- 無双OROCHI 3（藤堂高虎）
- 機動戦士ガンダム エクストリームバーサス2（2018年 - 2025年、ガエリオ・ボードウィン） - 4作品
- グランブルーファンタジー（2018年 - 2024年、カシウス）
- モンスターストライク（ゾイサイト）

2019年
- とある魔術の禁書目録 幻想収束（垣根帝督）
- スーパーロボット大戦DD（2019年 - 2022年、ガエリオ・ボードウィン、シン・ヒュウガ・シャイング）
- ブレイドエクスロード（ストラス）
- シェンムーIII（芭月涼）
- SDガンダム GGENERATION（2019年 - 2025年、ガエリオ・ボードウィン / ヴィダール） - 2作品
- 快感♥フレーズ CLIMAX -NEXT GENERATION-（大河内咲也）
- 白猫プロジェクト（テオドール・グラナドス）

2020年
- ロックマンX DiVE（ブルース.EXE）

2021年
- ラクガキ キングダム（弦馳竜馬）
- Fate/Grand Order（2021年 - 2022年、パーシヴァル）
- スーパーロボット大戦30（ヴィット）

2022年
- 機動戦士ガンダム アーセナルベース（2022年 - 2024年、ガエリオ・ボードウィン / ヴィダール）
- N -INNOCENCE-（アポロン）
- コードギアス Genesic Re;CODE（シン・ヒュウガ・シャイング）
- ソウルハッカーズ2（サイゾー）
- SDガンダム バトルアライアンス（ガエリオ・ボードウィン）
- 機動戦士ガンダム 鉄血のオルフェンズG（ガエリオ・ボードウィン / ヴィダール）

2023年
- ONE PIECE ODYSSEY（アディオ）
- パズル&ドラゴンズ（ガエリオ・ボードウィン）
- サクライグノラムス（宮本武蔵）
- タワーオブスカイ（エスランタ）

2024年
- ペルソナ3 リロード（小田桐秀利）

### ドラマCD
- 悪魔城ドラキュラX 追憶の夜想曲（リュドミール）
- Vie Durant ドラマCDシリーズ（時影）
- 王子様と!セレブ♥デート 〜ラブφサミット〜（ロイ・雄弥・バーネット）
- 逢魔警察 ソラとアラシ（海堂陽太）
- 桜蘭高校ホスト部（鳳鏡夜）
- KAIKANフレーズ VISUALISM（大河内咲也）
- 快感フレーズ〜リインカーネーション〜（大河内咲也）
- 陽炎ノスタルジア -新章- 第1巻（羅偉）
- 神様のメモ帳 シャッターチャンスの裏側（テツ）
- カレン坂高校 可憐放送部（鬼城志紀）
- GUNSLINGER GIRL SONORO 壁の向こう、世界の果て（ヒルシャー）
- キーリ ラジオとオルゴール（アロンゾ）
- 「機動戦士ガンダム 鉄血のオルフェンズ」EPISODE DRAMA（ガエリオ・ボードウィン[PR 37]）
- 絢爛舞踏祭 オリジナルドラマ3 慈愛号DISC（オーキ・マイト）
- サナリカ おはなしCD（ダイダイ）
- されど罪人は竜と踊る（ギギナ・ジャーディ・ドルク・メレイオス・アシュレイ・ブフ）
- 灼眼のシャナ（“狩人”フリアグネ）
- tactics ドラマCDシリーズ（源頼光）
- 超訳百人一首 うた恋い。（陽成院）
- テイルズ オブ ハーツ ドラマCDシリーズ（ヒスイ・ハーツ）
- ドットカレシ -We're 8bit Lovers!- I 〜でんせつのおとめ〜（そうりょ[70]）
- ヒートガイジェイ 語 -DRAMA-（ダイスケ・アウローラ）
- 方言恋愛 The Dialect Love 第五巻（鹿目貴矢）
- 腐女子彼女。 ドラマCD Vol.1（瀬戸光二）
- マザーキーパー（リント）
- 妄想少女オタク系 ドラマCDシリーズ（阿部隆弘）
- ラブセレブ（大河内咲也）

### ラジオドラマ
- 碧眼の反逆児 天草四郎（2009年4月6日 - 4月10日〈全5回〉、NHK-FM・青春アドベンチャー）（天草四郎）
- 悪魔城ドラキュラX 追憶の夜想曲（2008年8月27日 - 11月21日〈全13回〉、KONAMI STATION）（リュドミール）
- 青山二丁目劇場（文化放送）
  - 2012年10月22日放送 オリジナルラジオドラマ『さかいめ』（マスター）
  - 2013年4月22日放送 オリジナルラジオドラマ『初恋』（加納省吾）

### オーディオドラマ
- SSSS.GRIDMAN ボイスドラマ（2018年、ヴィット）
- 燈の守り人～幻想夜話～（2022年、野間埼灯台[71]）

### 吹き替え
- パワーレンジャー・イン・スペース（ゼイン / シルバーレンジャー）
- ファンタスティック・フォー ［超能力ユニット］（ジョニー・ストーム / ヒューマントーチ[PR 38]） ※日本テレビ版
- レジェンド・クエスト:スーパー神話ハンター (タカヒロ)

### ラジオ
- 中川・松風@熱プー大陸（2000年4月 - 12月、文化放送）
- 松風雅也、浅野真澄の電撃大賞（2003年10月 - 2004年9月、文化放送）
- BAY LINE 7300（2003年4月 - 2004年9月〈月曜〉、2004年10月 - 2007年3月〈火曜〉、bayfm）
- マジアサ!（2005年10月2日 - 2008年3月30日〈日曜〉、bayfm）
- 今日は一日“SF・ヒーロー”三昧（2009年8月16日、NHK-FM） - 司会
- 集まれ昌鹿野編集部 放送開始5周年生放送ドッキリゲスト（2011年3月37日、ラジオ関西・Ustream） - ドッキリ企画の代役MCとして出演
- 声優カフェラジオ 〜松風店長のつつがない毎日〜（2011年10月 - 2012年12月、bayfm）
  - bayfmON8 SPECIAL 声優カフェラジオ 2013 春（2013年3月30日、公開イベント）
  - 声優カフェラジオSP 2013 SPRING（2013年4月18日、bayfm）
- ラストエグザイル カルタッファル通信 第7回 アデス連邦通信（2012年2月3日、HiBiKi Radio Station）
- コルネーリア魔法学園（2015年4月7日 - 10月6日、bayfm）
- コルネリ工務店（2016年4月5日 - 9月27日、bayfm）
- A-LABO INDEX（2016年10月4日 - 、bayfm）
- 松風雅也と松八宵のおんらいん松宵庵by神酒ノ尊（2021年4月16日 - 、超!A&G+・YouTube）

### ラジオCD
- 高橋広樹のモモっとトーークCD 松風雅也盤
- のだめオーケストラジオ Score1
- 方言恋愛 The Dialect Love Radio CD 2
- ラジオ ムンムンガンド Vol.2

### テレビドラマ
- 地獄少女 第7話（2006年12月16日、日本テレビ）堺卓巳 役
- Q.E.D. 証明終了 第5回（2009年2月5日、NHK総合）医師 役
- 釣り刑事 第1作（2010年9月6日、TBS）クラブの店長 役

### 特撮
俳優
- スーパー戦隊シリーズ
  - 電磁戦隊メガレンジャー（1997年 - 1998年）並樹瞬 / メガブルー 役
  - 電磁戦隊メガレンジャースーパービデオ きみもなれるぞ!メガヒーロー（1997年）並樹瞬 / メガブルー 役
  - 電磁戦隊メガレンジャーVSカーレンジャー（1998年）並樹瞬 / メガブルー 役
  - 星獣戦隊ギンガマンVSメガレンジャー（1999年）並樹瞬 / メガブルー 役
  - 忍風戦隊ハリケンジャー （2002年 - 2003年）三崎和也 役
  - 侍戦隊シンケンジャー 第45話（2010年1月10日）先代当主 役

- ゴジラ×メガギラス G消滅作戦（2000年12月16日）S1の職員 役

声優
- 炎神戦隊ゴーオンジャー（2008年、獄々丸の声）
- 炎神戦隊ゴーオンジャー BUNBUN!BANBAN!劇場BANG!!（2008年、獄丸の声）
- 獣電戦隊キョウリュウジャー（2013年、怨みの戦騎エンドルフの声）

### 舞台・ミュージカル
- ミュージカル「リボンの騎士」（2003年11月3日 - 24日、さいたま市文化センター・ハーモニーホール座間・ティアラこうとう）フランツ王子 役
- 第7回 東京芸術劇場ミュージカル月間 スイセイ・ミュージカル公演「FAME 〜フェーム〜」（2005年2月3日 - 7日、東京芸術劇場）ジョー 役
- トライフルエンターテインメントプロデュース「双牙 〜ソウガ〜」（2009年10月10日 - 18日、新宿スペース・ゼロ）オウカ 役
- ダンガンロンパ THE STAGE（2014年10月29日 - 11月3日、日本青年館）葉隠康比呂 役
- ALL OUT!! THE STAGE（2017年5月、Zeppブルーシアター六本木） - 八王子睦 役[73]
- ダンガンロンパ3 THE STAGE2018～The End of 希望ヶ峰学園～（2018年7月20日 - 23日、東京サンシャイン劇場、7月27日 - 29日、森ノ宮ピロティホール8月3日 - 13日、ヒューリックホール東京） - 葉隠康比呂役

### 朗読劇
- 朗読劇「胡桃炸裂症候群 -Drosselmeyer Syndrome - 承」（2025年8月22日 - 24日〈予定〉、CBGKシブゲキ!!）[74]

### テレビ出演
- ありがとッ!（2011年4月4日 - 2016年3月31日、tvk）月曜〜木曜メインMC（2015年7月3日のみ金曜もMCとして出演）
- おはスタ（2000年 - 2007年3月、テレビ東京）水曜日→金曜日→月曜日レギュラー おはスタ番長
- 踊る!さんま御殿!!（日本テレビ）
- シナモン（テレビ東京）メインMC
- くりぃむしちゅーのたりらリラ〜ン（日本テレビ）ベタドラマ出演
- 5時に夢中!（TOKYO MX）2007年6月・水曜司会、2007年7月・水曜＆金曜司会（司会代理）
- 櫻井孝宏の（笑）（2006年7月30日、AT-X）#14 ゲスト出演
- ドーリィ☆バラエティ HYPER ViSUADOLL MOVIE（tvk）ゲスト出演（第3 - 5回、第15回、第17回、第24回、第25回）
- 花の声優界! スター☆ボウリング 天下分け目の春の陣! 富士山が境目ですSP（2008年3月23日、AT-X）
- リンカーン（2007年1月30日、TBS）番組内ドラマ出演
- OHA OHA アニキ（2016年 - 2018年、テレビ東京）OHAプレゼンター、ナレーション
- Merry ボートレース GRAND PRIX（2019年12月22日、AbemaTV）[75]
- 関東大震災から100年 震源地・神奈川の傷跡と教訓（2023年8月27日、tvk）朗読

### その他
- ネオロマンス♥ゲームノベル ラブφサミット（ロイ・雄弥・バーネット）
- パチンコ 『CR地獄少女』（一目連）
- テイルズ オブ フェスティバル 2008
- テイルズ オブ フェスティバル 2013
- ボイレピ♪ 朝ごはん #14 松風雅也さんの声で作る「イスラエル風クレープ・ブリンチェス」（2021年）[76]
- 燈の守り人 灯台音声ガイド 愛知県美浜町 野間埼灯台（2022年）[71]

## ディスコグラフィ

### シングル
|     | 発売日         | タイトル         | 規格品番  |
| --- | -------------- | ---------------- | --------- |
| 1st | 2010年10月20日 | じぶんランドリー | XQIT-1003 |

### キャラクターソング
| 発売日         | 商品名                                                                      | 歌 | 楽曲                                                                                     | 備考                                                       |
| -------------- | --------------------------------------------------------------------------- | --- | ---------------------------------------------------------------------------------------- | ---------------------------------------------------------- |
| 1997年10月21日 | 電磁戦隊メガレンジャー ソングコレクション2                                  | デジケン・ファイブ | 「5人でメガレンジャー」                                                                  | テレビドラマ『電磁戦隊メガレンジャー』挿入歌               |
| 2001年6月21日  | おは！かぞえうた                                                            | 角田師範 with 番長（松風雅也） | 「おは！かぞえうた」                                                                     | テレビ番組『おはスタ』挿入歌                               |
| 2003年8月6日   | LOVE & CHASING                                                              | ディア・ボーイズ | 「SHAKE IT UP」 「Go Go Goal!」 「PROMISE」 「青春 in the starlight」 「LOVE & CHASING」 | テレビアニメ『DEAR BOYS』関連曲                            |
| 2003年11月21日 | Drama Album Vie Durant II                                                   | 松風雅也、櫻井孝宏 | 「Union Of The Wolf」                                                                    | ドラマCD『Vie Durant』エンディングテーマ                   |
| 2004年9月1日   | Get Ride! アムドライバー キャラクターシングル Vol.1 アムバディ              | ジェナス・ディラ（鯨井康介）、ラグナ・ラウレリア（松風雅也）                                                                                                   | 「Lock on to the dream」 「longing」                                                     | テレビアニメ『Get Ride! アムドライバー』関連曲             |
| 2004年11月3日  | Get Ride! アムドライバー キャラクターシングル Vol.2 ラグナ&シーン           | ラグナ・ラウレリア（松風雅也） | 「FEEL YOUR EMOTION」                                                                    | テレビアニメ『Get Ride! アムドライバー』関連曲             |
| 2005年3月25日  | tactics SOUND FILE Vol.2                                                    | 源頼光（松風雅也） | 「時ノ糸」                                                                               | テレビアニメ『tactics』関連曲                              |
| 2006年8月23日  | 桜蘭高校ホスト部 サントラ＆キャラソン集 後編                                | 鳳鏡夜（松風雅也） | 「冷たい夜」                                                                             | テレビアニメ『桜蘭高校ホスト部』関連曲                     |
| 2006年8月23日  | 桜蘭高校ホスト部 サントラ＆キャラソン集 後編                                | ホスト部 | 「また明日！」                                                                           | テレビアニメ『桜蘭高校ホスト部』第26話エンディングテーマ   |
| 2007年11月28日 | 幕末恋華・花柳剣士伝 キャラクターソング〜其ノ参〜「相馬肇」と「陸奥陽之助」 | 相馬肇（松風雅也） | 「探」                                                                                   | ゲーム『幕末恋華・花柳剣士伝』関連曲                       |
| 2011年2月9日   | 王子様と！セレブ♥デート〜ラブφサミット〜                                    | ロイ・雄弥・バーネット（松風雅也）、ウィリアム（神谷浩史） | 「LOVE CONNECTION」                                                                      | ドラマCD『王子様と！セレブ♥デート〜ラブφサミット〜』関連曲 |
| 2012年9月26日  | 戦国無双 Chronicle 2nd 斬・撃歌奥義                                         | 藤堂高虎（松風雅也） | 「功名が道」                                                                             | ゲーム『戦国無双 Chronicle 2nd』関連曲                     |
| 2013年3月27日  | 下天の華 キャラクターソング集                                               | 織田信長（松風雅也） | 「燃ゆるが如く」                                                                         | ゲーム『下天の華』関連曲                                   |
| 2013年5月16日  | 踊れムーラン・ルージュ                                                      | ルパンJr.（松風雅也） | 「踊れムーラン・ルージュ」                                                               | ゲーム『英国探偵ミステリア』関連曲                         |
| 2014年3月26日  | 戦国無双4 桜花爛漫                                                          | 真田幸村（草尾毅）、伊達政宗（檜山修之）、石田三成（竹本英史）、藤堂高虎（松風雅也）                                                                           | 「一騎当千」                                                                             | ゲーム『戦国無双4』関連曲                                  |
| 2015年3月18日  | 戦国無双4 永遠の絆                                                          | 藤堂高虎（松風雅也）、大谷吉継（日野聡） | 「分水嶺」                                                                               | ゲーム『戦国無双4』関連曲                                  |
| 2018年2月3日   | 弾丸主義                                                                    | 葉隠康比呂（松風雅也） | 「S.B.S.B」                                                                              | ゲーム『ダンガンロンパ 希望の学園と絶望の高校生』関連曲    |
| 2019年1月16日  | SSSS.GRIDMAN CHARACTER SONG.4                                               | ヴィット（松風雅也） | 「INTERSECTION!」                                                                        | テレビアニメ『SSSS.GRIDMAN』関連曲                         |
| 2019年1月16日  | SSSS.GRIDMAN CHARACTER SONG.4                                               | 新世紀中学生 | 「Xenon's Justice」                                                                      | テレビアニメ『SSSS.GRIDMAN』関連曲                         |
| 2019年9月10日  | 白猫プロジェクト 5th Anniversary Original Soundtrack                        | クラウディア（上田麗奈）、テオドール（松風雅也）、レオン（伊藤健太郎）                                                                                         | 「喜びのうた」                                                                           | ゲーム『白猫プロジェクト』関連曲                           |
| 2020年7月24日  | 春夏秋冬、宵の宴                                                            | 越乃寒梅（高橋広樹）、玉乃光（新井良平）、澤乃井（松風雅也）、金亀（竹本英史）、れいざん（阿座上洋平）、出羽桜（三浦祥朗）、國稀（高城元気）、獺祭（猪股慧士） | 「春夏秋冬、宵の宴」                                                                     | 『神酒ノ尊-ミキノミコト-』テーマソング                     |

### その他参加作品
| 発売日         | 商品名                                | 歌                                                                           | 楽曲 | 備考 |
| -------------- | ------------------------------------- | ---------------------------------------------------------------------------- | --- | ---- |
| 2008年8月27日  | That's WATANABE FLOWER SHOW SPECIAL!! | 松風雅也                                                                     | 「春の色」 |      |
| 2008年8月27日  | That's WATANABE FLOWER SHOW SPECIAL!! | 朴璐美（Chorus：松風雅也、宮野真守、鈴村健一、櫻井孝宏）                     | 「ミュージックマン」 |      |
| 2008年8月27日  | That's WATANABE FLOWER SHOW SPECIAL!! | 宮野真守（Chorus：松風雅也、朴璐美、関智一、鈴村健一、櫻井孝宏）             | 「モーターバイクブギ」 |      |
| 2012年2月8日   | 新・百歌声爛II 男性声優編             | 松風雅也                                                                     | 「Cの微熱」〜 「Super Gir」〜 「異次元ストーリー」〜 「デビルマンのうた」〜 「太陽戦隊サンバルカン」〜 「燃えてヒーロー」〜 「ペガサス幻想」〜 「CHA-LA HEAD-CHA-LA」〜 「汚れつちまった悲しみに…」〜 「気のせいかな」 |      |
| 2012年11月10日 | 声優カフェ公式テーマソング            | 松風雅也                                                                     | 「eschatology」） |      |
| 2012年12月12日 | Platinum Voice 〜届けたい歌がある〜   | 松風雅也                                                                     | 「虹」 |      |
| 2012年12月12日 | Platinum Voice 〜届けたい歌がある〜   | 諏訪部順一、松風雅也、内田夕夜、井上和彦、置鮎龍太郎、野島健児、古谷徹、KENN | 「少年時代」 |      |

### シリーズ一覧
1. ↑  第1シリーズ（2002年 - 2003年）、第2シリーズ『AXESS』（2003年 - 2004年）、第3シリーズ『Stream』（2004年 - 2005年）、第4シリーズ『BEAST』（2005年 - 2006年）、第5シリーズ『BEAST+』（2006年）
2. ↑  第1期（2005年 - 2006年）、第2期『二籠』(2006年 - 2007年）、第3期『三鼎』（2008年 - 2009年）、第4期『宵伽』（2017年）
3. ↑  第1期（2007年）、第2期『〜夏の大会編〜』（2010年）
4. ↑  第1期（2007年）、第2期『巴里編』（2008年）、第3期『フィナーレ』（2010年）
5. ↑  第1期（2010年）、第2期『II』（2011年）
6. ↑  第1期（2010年）、第2期第1クール『デュラララ!!×2 承』（2015年）
7. ↑  第1期（2010年 - 2013年）、第2期（2013年 - 2015年）、第3期（2019年）、続編『100年クエスト』（2024年）
8. ↑  第1期（2012年）、第2期『PERFECT ORDER』（2012年）
9. ↑  第1期（2015年 - 2016年）、第2期（2016年 - 2017年）
10. ↑  第4期『NEXT』（2016年 - 2017年）、第5期『Z』（2017年 - 2018年）
11. ↑  第1期（2016年）、第2期（2018年）、完結編（2018年12月28日）
12. ↑  第1期（2018年）、第2期『II』（2019年）
13. ↑  The Final Season Part 1（2020年 - 2021年）、The Final Season Part 2（2022年）
14. ↑  第1期（2021年）、第2期『聖夜決戦編』（2023年）、第3期『天竺編』（2023年）
15. ↑  第1期『-#000000-』（2021年）、第2期『-#FFFFFF-』（2022年）
16. ↑  1st Season（2022年）、2nd Season（2023年）
17. ↑  パート1・2（2019年）
18. ↑  『トランスミッション』（2003年）、『5DSツインリーダーズ』（2005年）
19. ↑  『エクストリームバーサス2』（2018年）、『クロスブースト』（2021年）、『オーバーブースト』（2023年）、『インフィニットブースト』（2025年）
20. ↑  『CROSSRAYS』（2019年）[59]、『ETERNAL』（2025年）

### 初出話一覧
1. ↑  第14話初出
2. 1 2 3 4  第1話初出
3. ↑  第27話初出
4. 1 2  第8話初出
5. ↑  第12話初出
6. ↑  第2話初出
7. ↑  第16話初出

### ユニットメンバー
1. ↑  大柴邦彦、江原淳史、松風雅也、田中恵理、東山麻美
2. ↑  喜安浩平、松風雅也、武内健、鈴木達央、小西克幸
3. ↑  藤岡ハルヒ（坂本真綾）、須王環（宮野真守）、鳳鏡夜（松風雅也）、常陸院光（鈴村健一）、常陸院馨（藤田圭宣）、埴之塚光邦（齋藤彩夏）、銛之塚崇（桐井大介）
4. ↑  サムライ・キャリバー（高橋良輔）、マックス（小西克幸）、ボラ―（悠木碧）、ヴィット（松風雅也）

#### 一次資料または記事主題の関係者による情報源
1. 1 2 3  “「メガブルー」松風雅也　結婚”. スポニチ Sponichi Annex (スポーツニッポン).  オリジナルの2005年3月7日時点におけるアーカイブ。 2020年1月15日閲覧。
2. 1 2 3  “青二プロダクション 松風雅也”. 所属事務所による公式プロフィール.  青二プロダクション. 2013年4月27日閲覧。
3. 1 2 3 4 5  「メモリアル座談会」『電磁戦隊メガレンジャー超全集』小学館〈てれびくんデラックス愛蔵版〉、1998年2月20日、60-63頁。ISBN 978-4-09-101463-4。
4. 1 2  “松風雅也”.   ラディクスモバニメーション. 2007年5月25日時点のオリジナルよりアーカイブ。2020年1月15日閲覧。
5. 1 2 3  “松風雅也”.   ビッグアップル. 2007年5月25日時点のオリジナルよりアーカイブ。2020年1月15日閲覧。
6. 1 2  野村宏平、冬門稔弐「9月9日」『ゴジラ365日』洋泉社〈映画秘宝COLLECTION〉、2016年11月23日、260頁。ISBN 978-4-8003-1074-3。
7. 1 2 3 4 5 6 7  「SPECIAL INTERVIEW '97 松風雅也」『スーパー戦隊 Official Mook 20世紀』《1997 電磁戦隊メガレンジャー》講談社〈講談社シリーズMOOK〉、2018年6月25日、20-21頁。ISBN 978-4-06-509610-9。
8. ↑  “ウィッチブレイド”.   GONZO公式サイト. 2016年7月3日閲覧。
9. ↑  “二十面相の娘”.   テレコム・アニメーションフィルム. 2016年5月15日閲覧。
10. ↑  “ラストエグザイル -銀翼のファム-”.   GONZO公式サイト. 2016年5月16日閲覧。
11. ↑  “STAFF&CAST”. StarChild：モーレツ宇宙海賊.  スターチャイルド. 2013年12月21日閲覧。
12. ↑  “スタッフ・キャスト”.   TVアニメ『境界の彼方』公式サイト. 2013年9月10日閲覧。
13. ↑  “Staff&Cast”. 機動戦士ガンダム 鉄血のオルフェンズ. 2015年8月22日閲覧。
14. ↑  “スタッフ・キャスト”.   テレビ東京・あにてれ　戦国無双. 2014年11月5日閲覧。
15. ↑  “キャスト発表第5弾”. 「ダンガンロンパ３ The End of 希望ヶ峰学園」公式サイト (2016年4月25日). 2016年4月25日閲覧。
16. ↑  “スタッフ・キャスト”. アリスと蔵六. 2017年3月9日閲覧。
17. ↑  “STAFF&CAST”. オリジナルアニメーション「ID-0」公式サイト. 2017年2月19日閲覧。
18. ↑  “CHARACTER”. TVアニメ「サクラクエスト」公式サイト. 2017年5月11日閲覧。
19. ↑  “スタッフ”. TVアニメ「ハクメイとミコチ」公式サイト. 2017年10月20日閲覧。
20. ↑  “CAST”. TVアニメ「博多豚骨ラーメンズ」公式サイト. 2017年10月1日閲覧。
21. ↑  “名探偵コナン 絶海の探偵”.   金曜ロードSHOW!. 2016年6月6日閲覧。
22. ↑  “STAFF / CAST”.   StarChild:劇場版 モーレツ宇宙海賊. 2013年12月20日閲覧。
23. ↑  “Staff-Cast”. 『劇場版 境界の彼方 -I'LL BE HERE-』公式サイト. 2015年2月17日閲覧。
24. ↑  “「ラストエグザイル-銀翼のファム- Over The Wishes」2016年2月6日公開！”.   Victor Entertainment. 2015年11月10日閲覧。
25. ↑  “スタッフ/キャスト”.   コードギアス亡国のアキト 公式サイト. 2012年6月1日閲覧。
26. ↑  “テイルズ オブ ハーツ R プロモーションビデオ”.   テイルズ オブ ハーツ R. 2012年11月8日閲覧。
27. ↑  “Character”.   デザート・キングダム ポータブル. 2012年11月20日閲覧。
28. ↑  “キャラクター”.   戦国無双 Chronicle 3. 2014年10月19日閲覧。
29. ↑  “CHARACTERS”. Until Dawn -惨劇の山荘- プレイステーション オフィシャルサイト.  Sony Computer Entertainment Inc.. 2015年8月12日閲覧。
30. ↑  “EVENT”. ジョジョの奇妙な冒険 アイズオブヘブン.  バンダイナムコエンターテインメント. 2015年12月23日閲覧。
31. ↑  “CHARACTER”. アリスオーダー.   SQUARE ENIX. 2016年1月28日閲覧。
32. ↑  “CHARACTER”.   英国探偵ミステリア. 2015年10月10日閲覧。
33. ↑  “CHARACTER”. ELCHRONICA【エルクロニカ】.   GESI. 2016年7月15日閲覧。
34. ↑  “CHARACTER”. ゲーム『エンドライド-X fragments-』. 2016年3月27日閲覧。
35. ↑  FgG_shinobinaのツイート（745435641102532608）
36. ↑  “CHARACTER”. スーパーロボット大戦OG ムーン・デュエラーズ.   バンダイナムコエンターテインメント. 2016年3月29日閲覧。
37. ↑  “彼等の物語を再び！ドラマCD「鉄血のオルフェンズ EPISODE DRAMA」壱&弐12/27同時発売決定！”.   GUNDAM.INFO (2017年10月10日). 2017年10月10日閲覧。
38. ↑  “ファンタスティック・フォー ［超能力ユニット］”.   金曜ロードSHOW!. 2016年8月4日閲覧。